# 丁氧基乙酸
丁氧基乙酸是一种有机化合物，化学式为C6H12O3。它可由氯乙酸钠和丁醇钠在苄基三乙基氯化铵存在下反应，反应结束后加盐酸调节至pH=2得到。它和4-(4-甲氧基苯基)-2,3-吡啶二胺在三氯氧磷存在下反应，可以得到2-丁氧甲基-7-甲氧基苯基-3H-咪唑并[4,5-b]吡啶。